# Mount Shinn
Der Mount Shinn ist mit 4661 m der dritthöchste Berg der Antarktis. Im Ellsworthgebirge des westantarktischen Ellsworthlands ragt er 6 km südöstlich des Mount Tyree in der Sentinel Range auf. Er ist zudem über einen Gebirgspass mit dem südlich von ihm aufragenden Mount Vinson verbunden. 
Das Advisory Committee on Antarctic Names benannte den Berg 1961 nach Conrad Selwyn Shinn (* 1922), Pilot der United States Navy, dem mit einer Douglas DC-3 am 31. Oktober 1956 die erste Landung am geographischen Südpol gelungen war und der im Januar 1958 diesen Berg bei einem Luftaufklärungsflug im Rahmen des Internationalen Geophysikalischen Jahres entdeckt hatte. Die Erstbesteigung erfolgte am 21. Dezember 1966 durch Barry Corbet, Charles Hollister, Sam Silverstein und Richard Wahlstrom, Mitglieder der Expedition von Nick Clinch. Dieser Expedition gelangen noch weitere fünf Erstbesteigungen.